# بوتون (جزيرة)

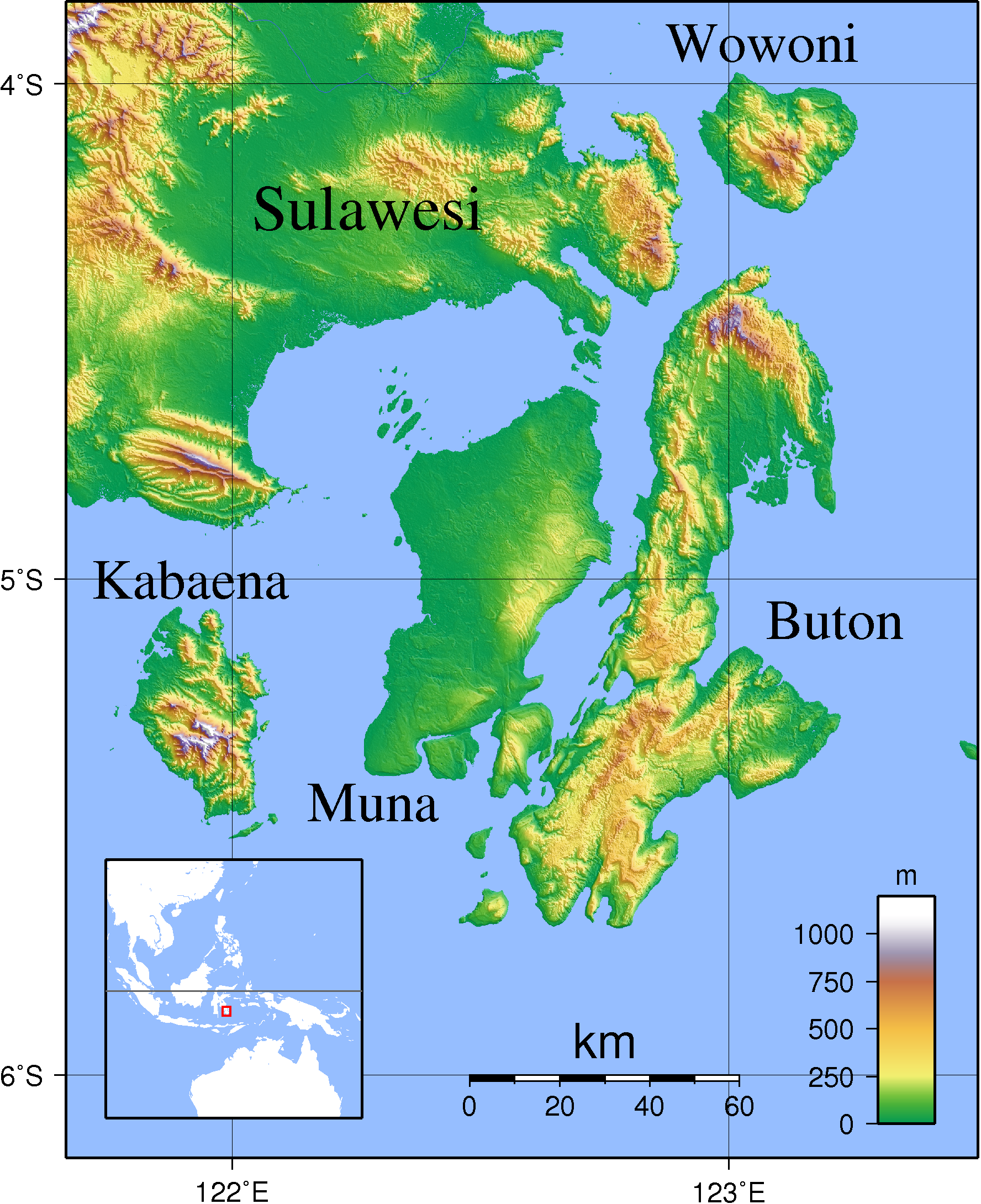
جزيرة بوتون وتظهر في الخريطة جزر ووني ومونا وكاباينا مقابل ساحل جزيرة سولاوسي

جزيرة بوتون هي جزيرة إندونيسية تقع ضمن مقاطعة سولاوسي الجنوبية الشرقية في بحر باندا مقابل الساحل الجنوبي الشرقي لجزيرة سولاوسي. تبلغ مساحة الجزيرة 4408 كم² وهي بذلك تحمل التسلسل 129 بين جزر عالم من حيث المساحة، وتسلسلها 19 بين جزر إندونيسيا.

## تاريخ الجزيرة
قبل فترات الاستعمار كانت الجزيرة تعرف باسم بوتونغ، ضمن تحت النفوذ تيرنات، وخصوصا في القرن السادس عشر كانت بمثابة مركز إقليمي هام ثانوي داخل الإمبراطورية الترنيتية، وكانت الجزيرة مسيطرة على التجارة الإقليمية وتجمع الجزية ليتم إرسالها إلى تيرنات.
ويذكر أن السلطان مرحم هو أول ملك مسلم في الجزيرة، ولذا فإن اسم الميناء الرئيسي في الجزيرة هو ميناء مرحم في باوباو.

## السكان واللغات
يبلغ سكان الجزيرة بحدود 500000 نسمة، منهم 120000 نسمة في مدينة باوباو والتي تعد أكبر مدن الجزيرة. ويتكلم سكانها لغتي وليو وسياسيا.
في عام 2009، قامت قبائل سياسيا بكتابة لغتهم بحروف هانغول الكورية لكنها رفضت رسمياً، هذه اللغة تكتب تاريخيا بحروف ڤيڬون إضافة إلى الاستعمال الحالي للحروف اللاتينية.
لغات ولهجات أخرى أيضاً تستخدم مثل لغة مونا وتوكانغ بيسي وكومبيواها ولاساليمو وكامارو وبانكانا وبوسوا وتالوكي زكوليسوسو وكيوكو. اللغة الإندونيسية هي اللغة الرسمية والمستخدمة في المعاملات الرسمية والتعليم.

## الجغرافية
تعتبر مدينة باوباو أكبر مدن الجزيرة. من الجزر القريبة:
- جزيرة ووني (شمالا)
- جزيرة مونا (غربا)
- جزيرة كاباينا (غربا)
- جزيرة سيومبو (جنوب غرب)
- جزر توكانغبيسي (شرقا)
- جزيرة باتواتاس (جنوبا)

## التونع البيئي

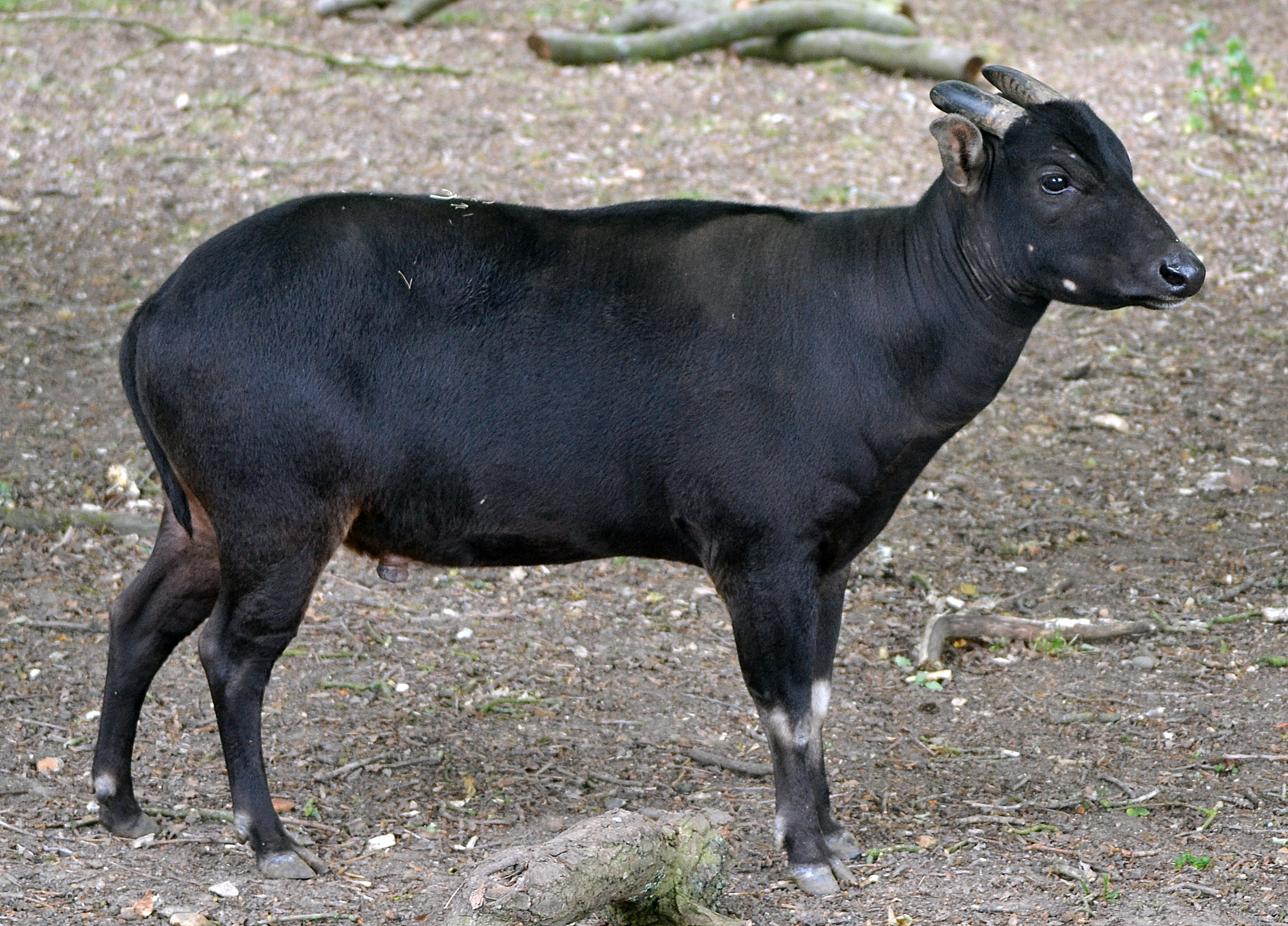
حيوان الأنوا

الجزيرة مغطاة بالغابات المطيرة ومعروفة بالحياة البرية فيها. وتعتبر الجزيرة إحدى موطنين لحيوان الأنوا (Anoa) وهو أحد أنواع الجاموس.

## الاقتصاد
تعتبر الجزيرة مصدرا مهما لإنتاج الأسفلت ومعادن أخرى.